# Rongskårholmen
Rongskårholmen est une île norvégienne dans le landskap Sunnhordland du comté de Vestland. Elle appartient administrativement à Sveio.

## Géographie
Rocheuse et désertique sur ses côtes, à fleur d'eau, elle s'étend sur environ 118 m de longueur pour une largeur approximative de 87 m. 